# The Pawnbroker
The Pawnbroker (bra: O Homem do Prego; prt: O Agiota) é um filme estadunidense de 1965, do gênero drama, dirigido por Sidney Lumet, com roteiro de Morton S. Fine e David Friedkin baseado no livro homônimo de Edward Lewis Wallant.
Essa produção tornou respeitado internacionalmente o ator Rod Steiger  graças à interpretação do protagonista da história.
A edição do filme ficou a cargo de Ralph Rosenblum, objeto de vários comentários em seu livro When the Shooting Stops, the Cutting Begins: A Film Editor's Story.
É o primeiro filme dos Estados Unidos a mostrar o Holocausto do ponto de vista de um sobrevivente. Foi também a primeira realização a romper o código Hays e mostrar os seios da atriz Thelma Oliver.
Em 2008, The Pawnbroker foi selecionado para preservação pela Biblioteca do Congresso dos Estados Unidos devida a sua significância "cultural, histórica ou estética".[carece de fontes?]
A história contada tem como tema a "morte" espiritual de um sobrevivente de um campo de concentração nazista e o seu "enterro" num local decadente de Manhattan. Lumet falou ao New York Times numa entrevista durante as filmagens que "A ironia do filme é que ele encontra mais vida aqui no Harlem do que em qualquer outro lugar. Somente fora dali, em projetos habitacionais, escritórios empresariais e até mesmo subúrbios de Long Island, mostrados em diferentes cenas — é que tudo é conformista, estéril e morto."

## Sinopse
Durante o nazismo na Alemanha, o professor universitário judeu Sol Nazerman é confinado em um campo de concentração juntamente com sua família: esposa, pais e um casal de filhos pequenos. Ele é o único sobrevivente após a Guerra e vai para os Estados Unidos, trabalhar como proprietário de uma loja de penhores no perigoso bairro do Harlem em Nova Iorque. Ele passa os dias negociando sem qualquer emoção com toda a sorte de clientes arruinados e abalados. 
O jovem porto-riquenho Jesus Ortiz é empregado de Nazerman e o respeita como seu "professor de negócios" ao mesmo tempo que luta para não sucumbir à ganância e assaltar a loja junto de seus amigos criminosos do bairro. Nazerman também é forçado a "lavar dinheiro" do gângster Rodriguez, sem saber exatamente quais os negócios ilegais do criminoso.
Ao completarem-se 25 anos da morte de sua família, Nazerman começa a recordar-se de vários momentos traumáticos de quando estivera nas mãos dos nazistas. Latidos de cães o fazem lembrar da morte de seu amigo, mordido por um desses animais ao tentar fugir; e o metrô, da viagem de trem sufocante até o campo de concentração, quando perdeu um membro de sua família. Ao descobrir que o dinheiro de Rodriguez vem da exploração da prostituição, Nazerman se rebela pois sua esposa fora estuprada repetidamente durante o aprisionamento.

## Elenco
- Rod Steiger...Sol Nazerman
- Geraldine Fitzgerald...Marilyn Birchfield
- Brock Peters...Rodriguez
- Jaime Sánchez...Jesus Ortiz
- Thelma Oliver...namorada de Ortiz
- Marketa Kimbrell...Tessie
- Baruch Lumet...Mendel
- Juano Hernandez...Senhor Smith
- Linda Geiser...Ruth Nazerman
- Nancy R. Pollock...Bertha
- Raymond St. Jacques

## Produção
Steiger entrou para o projeto do filme em 1962, um ano após a publicação do livro.
Sidney Lumet assumiu o filme após Arthur Hiller ter sido demitido e preferia James Mason para o papel do protagonista. Groucho Marx também foi procurado para o interpretar até que Steiger o convencesse da sua aptidão para o papel durante os ensaios.  
O filme foi influenciado pela Nouvelle Vague francesa quando usa narrativa em "flashbacks" para contar o passado de Nazerman no campo de concentração, similarmente aos filmes de Alain Resnais (Hiroshima mon amour (1959) e Nuit et brouillard (1955)).[carece de fontes?]
As controversas cenas de nudez de Linda Geiser e Thelma Oliver (a primeira interpretando uma prostituta e a segunda, vítima de abusos dos nazistas) resultaram em conflito com a Motion Picture Association of America, administradora do Código Hays. A associação rejeitou as cenas mostrando os seios desnudos e a de sexo entre Sanchez e Oliver. Apesar dessa rejeição, foi acertado com a Allied Artists o lançamento do filme sem o selo do Código e a censura de Nova Iorque liberou The Pawnbroker sem os cortes recomendados. Com os votos de 6 a 3, a Motion Picture Association of America liberou o filme como sendo um "especial e único caso" e com reduções mínimas das cenas de nudez, o que foi visto como uma vitória dos produtores do filme. O Código Hayes acabou sendo substituído por outro sistema em 1968.

## Premiação
O filme venceu em junho de 1964 o Festival Internacional de Filmes de Berlim, tendo sido lançado comercialmente nos Estados Unidos em abril de 1965.[carece de fontes?]

## Prêmios e indicações
Oscar 1966
- Indicado
  - Melhor ator (Rod Steiger)[2]

Prêmios Globo de Ouro 1966
- Indicado
  - Melhor ator - drama (Rod Steiger)[12]

Festival de Berlim 1964
- Venceu
  - Urso de Prata de melhor ator (Rod Steiger)[13][14]

British Film Academy Award
- Venceu
  - Melhor ator estrangeiro (Rod Steiger)[14]